# 日本ジェットエンジン
日本ジェットエンジン株式会社（にっぽんジェットエンジン）は、日本の国策ジェットエンジンメーカー。略称はNJE。T-1 中等練習機に搭載するジェットエンジン「J3」の開発を行った。

## 歴史

### 時代背景
1952年（昭和27年）にGHQによる航空禁止が一部解除され、日本企業による航空機製造が再開されたが、時代はすでにレシプロエンジンからジェットエンジンに移り変わっていた。第二次世界大戦中には数多くの軍用機を開発してきた日本企業だったが、時代の移り変わりはあまりに激しかった。かつての日本も元々エンジンには弱く、それでもレシプロは何とか物にしたが、開発にこぎつけたジェットエンジンは海軍航空技術廠の敗戦直前に完成させた「ネ20」のみだった。
1954年（昭和29年）に発足した防衛庁と航空自衛隊には、アメリカ合衆国空軍から続々とF-86F戦闘機やT-33A練習機といったジェット機が供与され、これらは1955年（昭和30年）にそれぞれ戦前の航空機メーカーであった新三菱重工と川崎航空機がノックダウン生産、後にはライセンス生産することとなり、日本人は初めて本格的にジェットエンジンに携わるようになった。

### 国産ジェットエンジンの開発
一方、日本でも独自にジェットエンジンの開発を行うべく、通商産業省（現経済産業省）は、1952年（昭和27年）11月に国会で「航空機製造法」が施行された後、航空機生産審議会において「我が国航空機工業の再建振興方策」の諮問第一号を出し、翌年6月に「ジェットエンジン試作研究に関する特別措置」を公表して、試作するメーカーには助成金を出すとして募集した。
最初に名乗りをあげたのは大宮富士工業だった。戦前に三菱と互角に航空機を作った中島飛行機は完全に解体され、航空再開後は工場毎の富士重工業と富士精密工業など数社にまとまった。その中の大宮富士工業の技術者、渋谷巌は日本が追いつくにはジェットエンジンを物にしなければならないと感じ、元中島のエンジン部門だった富士精密の協力を得て、助成金320万円を受け、1953年（昭和28年）から独自に欧米の文献を読み漁りながらジェットエンジンを開発し、翌年には戦後初の国産ジェットエンジン、「JO-1」を完成させてしまった。しかしJO-1は馬力が出ず、地上で試運転するだけであった。このことから渋谷は、ジェットエンジン開発には国や大企業の強力な支えが無ければものにならないと痛感した。

### NJEの設立
最初の富士重工に金は出せたものの、石川島播磨重工業などが次々に提案をしてきたため、とても各社に資金を供出するわけには行かなくなり、希望各社に対して共同出資で会社を設立するように指導した。そこで、石川島播磨、富士重工、富士精密、新三菱の4社が共同出資して資本金1億6千万円の日本ジェットエンジン株式会社（NJE）を設立した。
NJEは最盛期には180人の従業員を従え、部長クラスは戦前の航空技術者が就いて率いた。また、戦前の航空産業を知る技術者たちは、軍人、つまりは役人が技術も知らないのに注文ばかりしてくることに苦しんだため、官庁からの天下りは全て拒否した。
NJEは富士から引き継いだJO-1の研究を続けるとともに、独自に推力3トンのJ1の計画も進めた。しかし計画を進めるためには10億円（当時）ほどが必要と見積もられ、これを開発と会社設立をけしかけた通産省が大蔵省（現財務省）から引き出してくれるだろうと考えていた。
ところが、最初に意気込んでジェットエンジン開発をけしかけたはずの通産省は、欧米のあまりに進んだエンジン技術を見るにつけ、次第に弱気になっていた。大蔵省にもエンジンの国内開発の重要性を説明できずに予算を勝ち取ることもできなかった。いっそのこと防衛庁がやらせているように、アメリカ製エンジンのライセンス生産のほうが、開発費もかからずに技術のおいしいところだけ取得できるのではないか、などと考え始めていた。開発を決定する前、世界のジェットエンジン技術がどうなっているかを知らず、勢いに任せて提案しただけだったのである。
通産省の募集に乗り、通産省の指導で会社を設立し、すでに国産開発という方針を定めてしまったNJEは開発費を取得できず、自分たちを見放しつつあった通産省を批判した。しかし豹変した通産省の冷たい姿勢は変わらず、見通しは全くつかなくなった。実用的な大型エンジンの開発を計画していたが、結局J1よりもさらに小型のエンジン開発に後退してしまった。
そんな折、防衛庁から「推力1トン程度の小型ジェットエンジンを搭載した航空機を求めている」といった声がもれてきた。これが後に中等練習機T-1となる機体である。日本初のジェット練習機であるT-1は、搭載するターボジェットエンジンもまた国産品であることが望まれた。エンジンは機体の開発とほぼ同時に進められることとなったが、1955年（昭和30年）5月に、T-1搭載の試作エンジンXJ3への要求が防衛庁から寄せられ、12月には庁議でエンジン試作が決定し、翌1956年（昭和31年）3月末にNJEと防衛庁でエンジン試作の契約を行った。

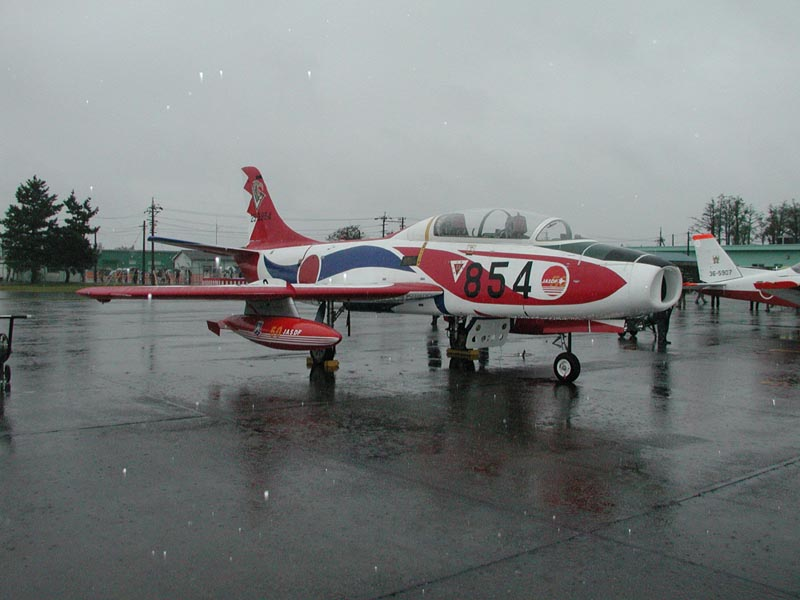
NJEのJ3を搭載したT-1B（特別塗装）

エンジンの設計、開発はほぼ順調に進み、6月末には後にJ3と名づけられる試作エンジン（XJ3-3）が完成した。しかし、11月からの試運転では至るところで故障、破壊が相次ぎ、問題は山積みとなった。12月には初号機が防衛庁に納入されたが、庁内でもやはり問題が相次ぎ、使い物になるにはおよそ2年半を費やした。
XJ3エンジンが量産に移れないことはNJEを焦らせていた。T-1量産第一期の20機には間に合わず、第二期の20機にも間に合わず（これらは試作機6機とあわせてT-1Aとなった）、第三期の20機でようやく量産化できる見込みとなった。

### 解散へ
小型エンジン開発にも手間取っている様子から、NJEには途中で通産省の行政指導によって川崎航空機も参加した5社体制になっていたが、その5社の首脳によって1959年（昭和34年）初頭、NJEの今後について話し合いが持たれた。防衛庁がXJ3改めJ3エンジン生産の責任をはっきりさせるため、寄り合い所帯で曖昧になりやすいNJEから一社に集約し、品質やコストを保証していく体制を要求したのである。
J3は防衛庁が50機程度を受注することとしていたが、それは開発が長引いたために開発費が暴騰し、量産台数が少ないためにメーカーにとって膨大な赤字が伴うことであった。5社によって様々な話し合い、駆け引きが行われたが、結局は石川島播磨重工業に製造権を渡し、各社が協力する、という形で収まった。実質、この時点で4社はJ3に見切りをつけ、ジェットエンジンから手を引いた事になる。金も時間も膨大にかかって、なおかつ質の悪いエンジンしか完成できなかった日本の実力を思い知らされ、得意の機体や他の事業に専念することにしたのである。
年内に開発を正式に引き継いだ石川島播磨は、試作XJ3の各種の試験と改善を行い、量産先行機YJ3-3を7月に完成させた。翌1960年（昭和35年）にYJ3-3を、T1F2の試作1号機に搭載（ブリストル・シドレー オーフュースから換装）し、T1F1として5月17日に初飛行した。J3の量産は石川島播磨に引き渡され、NJEは解散した。1961年（昭和36年）に防衛庁によって制式採用され、J3-3となった。
50基を受注したはずのJ3だったが、F-104戦闘機の導入によって教育方針が転換され、T-1の配備数を削減することから、第三期分の20基で終了してしまった。
石川島播磨はその後もJ3の改良開発を行い、1967年（昭和42年）から海上自衛隊のP-2J対潜哨戒機（川崎製）の補助エンジンとしてJ3-7C/Dが採用された。また、積極的な海外エンジンのライセンス生産を通じて勢力を拡大し、海外のエンジン開発にも積極的に参加、国内シェアの7割以上を占めるまでに成長した。このとき手を引いた三菱と川崎は、後にエンジンのライセンス生産や共同開発に参加するが、技術力は大きく水をあけられてしまい、また火付け役だった富士は航空エンジン産業に回帰することはなかった。
なお、純国産エンジンはT-4練習機のF3ファンジェットで復活し、実証エンジンXF5-1を経て、P-1哨戒機のF7-10へ至るが、これらは全て石川島播磨が主体となって開発したものである。

## 開発実績
- 日本ジェットエンジン J1：計画のみ
- 日本ジェットエンジン J3